# Бабенко, Виктор Михайлович
Виктор Михайлович Бабенко (2 февраля 1957, Талды-Курган, Казахская ССР, СССР) — советский и казахстанский футболист, атакующий полузащитник.

## Карьера
В 1978—1981 играл в низших лигах Чемпионата ГДР за клуб Нойштрелиц. За эту команду Бабенко провел около 30 игр, забив при этом 4 гола.
Вернувшись в Казахстан, Бабенко три сезона отыграл в одной из сильнейших команд того периода — карагандинском «Шахтере». За три сезона он отыграл 78 игр, забив 9 мячей.
Но большая часть карьеры этого футболиста была связана с талды-курганским «Жетысу». За 8 сезонов (1984, 1986—1988 и 1990—1993) были отыграны 196 матчей при 70 забитых мячах. Сезон 1985 года «Жетысу» провел как коллектив физкультуры.
1989 год Бабенко провел в кустанайском «Энергетике», где в 32 играх забил 4 гола.
Последний год игровой карьеры (1994) Бабенко провел в 1 лиге вместе с «Кайнаром» (название «Жетысу» в 1994 году).
В сезонах 1984 (13 годов), 1986 (15 голов), 1991 (20 голов), 1992 (10 голов), 1993 (10 голов), 1994 (20 голов — 1 лига) годов становится лучшим бомбардиром «Жетысу».
В истории «Жетысу» является лучшим бомбардиром.
По окончании карьеры переехал в Краснодар.